# Oskar-von-Miller-Straße 12 (Bad Kissingen)

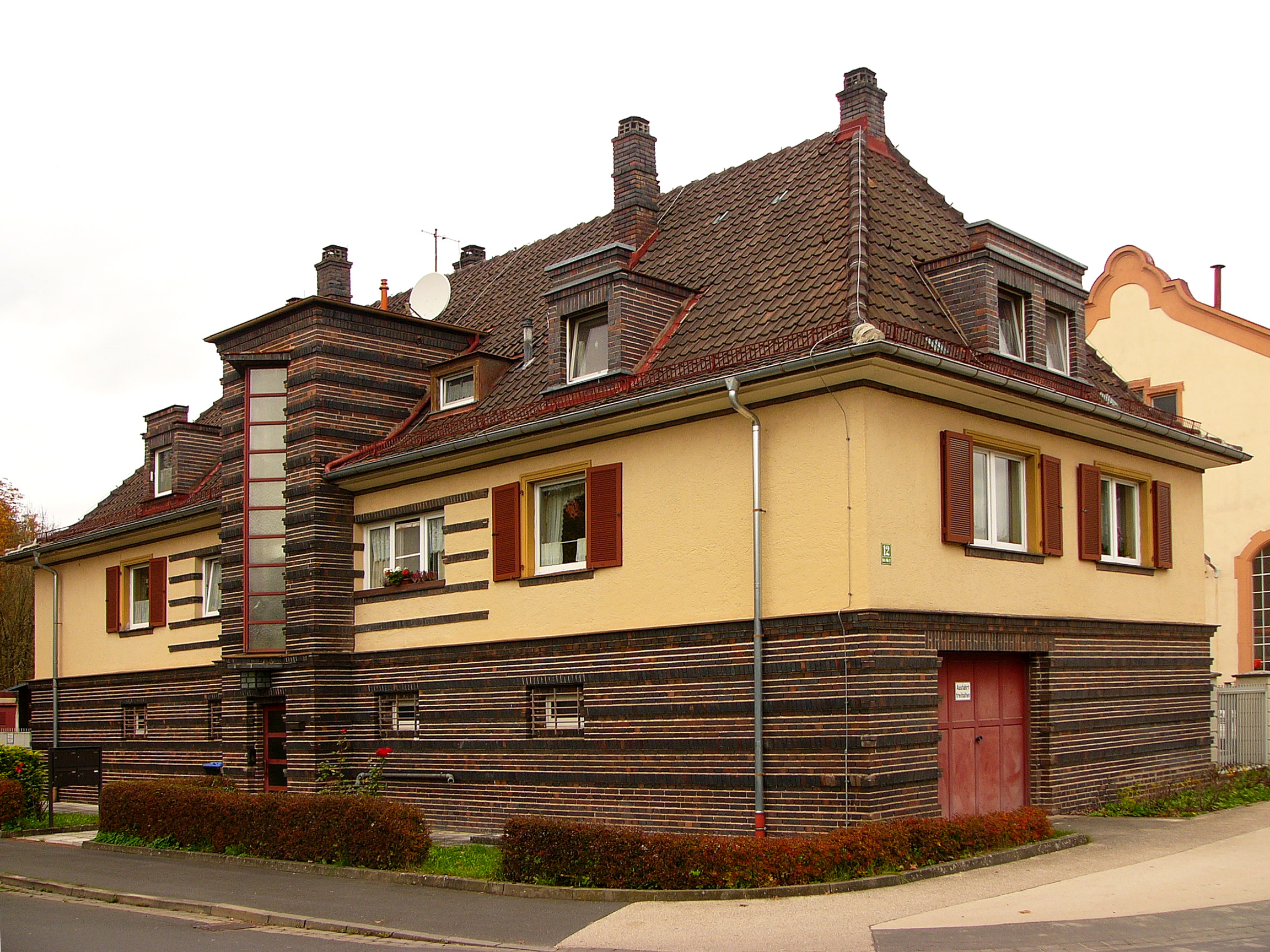
Oskar-von-Miller-Straße 12 in Bad Kissingen

Das Gebäude Oskar-von-Miller-Straße 12 in Bad Kissingen, der Großen Kreisstadt des unterfränkischen Landkreises Bad Kissingen gehört zu den Bad Kissinger Baudenkmälern und ist unter der Nummer D-6-72-114-324 in der Bayerischen Denkmalliste registriert.

## Geschichte
Bei dem um 1925 im expressionistischen Stil entstandenen Gebäude handelt es sich um das ehemalige Beamtenwohnhaus des benachbarten Elektrizitätswerks. Es ist ein zweigeschossiger Walmdachbau mit Sockelgeschoss und Treppenturm in Klinkeroptik. Durch die Bänderung an Treppenturm und Sockelgeschoss erhält die Architektur des Hauses eine gewisse Dynamik.